# Ana Labordeta de Grandes
Ana Labordeta de Grandes (Terol, Aragó, 19 de juliol de 1965) és una actriu espanyola, filla del cantautor, escriptor i polític José Antonio Labordeta i de Juana de Grandes. Té dues germanes, l'escriptora i periodista Ángela Labordeta i Paula Labordeta.

## Biografia
De vocació tardana, la seva carrera professional se centra en el món del teatre, encara que també ha participat en algunes pel·lícules i sèries de televisió.
La seva interpretació com a Carlota en l'obra 23 centímetros la va fer guanyadora del Premi Miguel Mihura de la SGAE el 2003, premi que s'atorga a la millor actriu d'una obra creada per algun autor espanyol.
En 2009 va guanyar el premi a la millor actriu secundària per la seva gran interpretació en la sèrie de TVE Amar en tiempos revueltos, en el paper de Rosario, la gerent del Morocco.
En 2010 va ser nominada als premis Max de Teatre en la categoria de millor actriu de Repartiment pel seu paper en el muntatge teatral Noviembre.

## Filmografia

### Televisió
- 2020: Caronte. Amazon Prime Video. Com a Jutgessa
- 2018: Sabuesos. La 1. Com a Mercedes Castro.
- 2018: La catedral del mar. Antena 3. Com a Mare de Francesca.
- 2015: Vis a vis. Antena 3. Com a Paloma, La Gobernanta.
- 2014: Velvet. Antena 3. Com a Donya Cayetana.
- 2014: Víctor Ros. La 1. Com a Mare de Víctor.
- 2014: Los misterios de Laura. La 1. Com a Alba Lago / Sarah Giddens.
- 2013: El don de Alba. Telecinco.
- 2010: Acusados. Telecinco. Com a Helena Ruiz
- 2006 - 2009: Amar en tiempos revueltos. La 1. Com a Rosario
- 2006: Matrimonio con hijos. Cuatro.
- 2006: Génesis, en la mente del asesino. Cuatro.
- 2005: SMS, sin miedo a soñar. laSexta.
- 2005: Aída. Telecinco. Com a Toñi
- 2005: Motivos personales. Telecinco. Com a Rosa
- 2000 - 2004: El comisario. Telecinco.
- 2002: Policías, en el corazón de la calle. Antena 3.
- 2001: Paraíso. La 1. Com a Tere
- 2001: Hospital Central. Telecinco. Com a Mari Cruz Rollán
- 2001: ¡Qué grande es el teatro!. La 2. Com a Inés
- 1992: Crónicas del mal (1 episodi)
- 1991: Las chicas de hoy en día (1 episodi)
- 1991: La huella del crimen 2 com a Joglar/La Gaditana (2 episodis)
- 1991: Crónicas urbanas (1 episodi)
- 1989: Brigada Central, com a Vicky (1 episodi)

### Cinema
- 2015: Embarazados, com a doctora
- 2010: Planes para mañana, com a Marian
- 2007: Quiéreme, com a psiquiatra
- 2003: Soldados de Salamina, com a empleada residència Girona
- 2002: Primer y último amor, com a Cecilia
- 2000: Obra maestra
- 1995: Una casa en las afueras, com a Marta
- 1995: ¡Oh, cielos!, com a Elvira

### Curtmetratges
- 2012: La media vuelta com a Silvia
- 2007: Avalancha com a Eva

### Teatre
- 2016: El Padre (amb Héctor Alterio)
- 2014: Pluto (d'Aristòfanes i direcció de Magüi Mira)
- 2014: Atlas de geografía humana. (Almudena Grandes) direcció de Juanfra Rodríguez
- 2012: Querida Matilde com la filla de Matilde (amb Lola Herrera i Daniel Freire)
- 2011: Radioteatro per a la Cadena Ser
- 2011: Las bicicletas son para el verano
- 2011: Noviembre
- 2007: El guía del Hermitage, com a Sonia (amb Federico Luppi i Manu Callau)
- 2007: Un Picasso (de José Sacristán)
- 2003: Excusas (de Joel Joan)
- 2002: Los puentes de Madison (amb Manuel de Blas i Charo López)
- 2002-2003: 23 centímetros
- 1999: La hermana pequeña, com a Inés
- 1997: Así que pasen cinco años (de Federico García Lorca)
- 1996: Retablillo con Don Cristóbal (de Federico García Lorca)
- 1996: La Señá Rosita (las tragicomedias y las cachiporras)
- 1996: El visitante (d'Antonio Amado)
- 1996: Después de la lluvia
- 1990: La Orestíada
- 1985: Comedias bárbaras
- 1985: El mercader de Venècia
- 1985: Marat/Sade
- 1985: Después de la lluvia
- 1985: La soledad del guardaespaldas

## Premis
Premis de la Unión de Actores y Actrices
| Any  | Categoria                                 | Sèrie/Obra                | Resultat   |
| ---- | ----------------------------------------- | ------------------------- | ---------- |
| 2010 | Millor actriu de repartiment de televisió | Acusados                  | Guanyadora |
| 2008 | Millor actriu secundària de televisió     | Amar en tiempos revueltos | Guanyadora |
| 2003 | Millor actriu secundària de teatre        | Noviembre                 | Nominada   |

Premis Max
| Any  | Categoria                    | Obra         | Resultat |
| ---- | ---------------------------- | ------------ | -------- |
| 2010 | Millor actriu de repartiment | Noviembre    | Nominada |
| 1998 | Millor actriu de repartiment | El visitante | Nominada |